# Clyde Auto & Marine
Clyde Auto & Marine Limited war ein britischer Hersteller von Automobilen.

## Vorgeschichte
Steven Turner betrieb vom 19. September 2001 bis zum 16. Oktober 2003 Coram Automotive in Glasgow sowie vom 8. Februar 1999 bis zum 8. Februar 2008 Turner Automotive Design, ebenfalls in Glasgow. Dort stellte er von 2001 bis 2003 Automobile und Kits der Marke Coram und von 2003 bis 2005 Automobile der Marke Turner her.

## Unternehmensgeschichte
Am 4. September 2008 gründete er das Unternehmen Clyde Auto & Marine Limited in Darvel in der schottischen Council Area Ayrshire. Die Fahrzeugabteilung hieß Turner Auto Design. Er setzte die Produktion von Automobilen fort. Der Markenname lautete Turner. Am 20. Januar 2012 wurde das Unternehmen aufgelöst.

## Fahrzeuge
Das einzige Modell war der LMP. Dies war ein Rennsportwagen mit Straßenzulassung. Die Basis bildete ein Spaceframe-Rahmen. Die offene Karosserie bot Platz für zwei Personen. Verschiedene Motorradmotoren trieben die Fahrzeuge an.